# Baba rosa

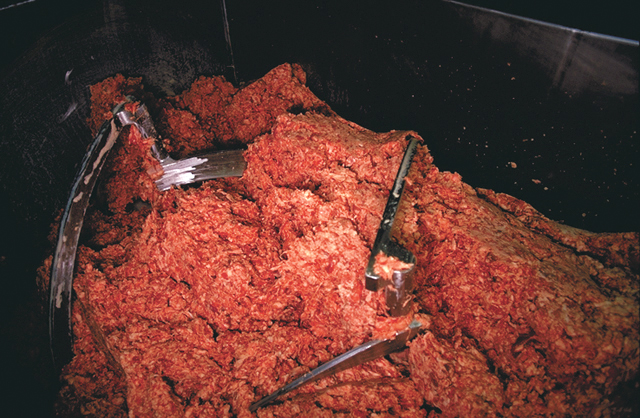
baba rosada

La baba rosa, baba rosada, viscosidad rosada o «pink slime» es un aditivo alimentario a base de desechos y subproductos cárnicos con un tratamiento químico para que sea legalmente apto para el consumo humano.
Su fabricante, la corporación «Empirical Products Inc.» (anteriormente conocida como Beef Products Inc.), postula que es carne y no baba rosa y esta posición es aceptada por el Departamento de Agricultura de los Estados Unidos. Ambos utilizan los términos "recortes de carne magra deshuesados" («BLBT» por sus siglas en inglés) y "recortes de carne finamente texturizados" («LFTB»).
El término baba rosa es traducido literalmente del inglés «pink slime» y lo acuñó el microbiólogo Gerald Zirnstein en 2002, trabajador del Servicio de Inspección e Inocuidad Alimentaria (FSIS) estadounidense. Entonces fue publicado y popularizado en los EE. UU. por «ABC News».

## Producción y escándalo
Se refiere a los recortes de carne de baja calidad del espinazo, recto y otras áreas intestinales[cita requerida]. Un subproducto de la grasa aproteinada y tejidos conectivos remojados con un gas de amoníaco (o a veces con ácido cítrico) para matar bacterias como la E. coli.
El mecanismo por el cual se produce este relleno para añadir a la carne tradicional ha causado asco al gran público y muchísimas consultas acerca de la seguridad y salud del consumidor. Los informes en los medios por un producto que nadie habría considerado carne antes de la década de los 1950, han causado que los más grandes supermercados hayan dejado de comprar o vender el producto. Otras empresas están etiquetando sus productos como libres de "baba rosa". Todo esto ha causado clausuras de centrales de producción de la corporación «Beef Products» y 600 despidos temporales en 2012.